# Philosyrtis rotundicephala
Philosyrtis rotundicephala är en plattmaskart som beskrevs av Sopott 1972. Philosyrtis rotundicephala ingår i släktet Philosyrtis och familjen Otoplanidae. Inga underarter finns listade i Catalogue of Life.